# Marie-Thérèse Geoffrin
Pour les articles homonymes, voir Rodet.
Marie-Thérèse Geoffrin, née Rodet, plus connue sous le nom de Madame Geoffrin, née le 26 juin 1699 à Paris et morte le 6 octobre 1777 dans la même ville, est une salonnière française. C'est aussi une femme de lettres.

## Biographie
Marie-Thérèse Rodet est la fille de Pierre Rodet, homme laborieux et honnête, qui est « officier de feu » de Madame la Dauphine et qui a exercé pendant de nombreuses années les fonctions de « valet de garde-robe » de cette princesse. À la mort de cette dernière en 1690, il achète la charge de « commissaire contrôleur et juré-mouleur de bois de la ville de Paris », petite charge qui lui permet d'acquérir une certaine aisance. La mère de Marie-Thérèse Rodet, Angélique Thérèse Chemineau, fille du banquier parisien Louis Chemineau et femme cultivée et douée d'un certain talent d'artiste peintre, décède l'année de ses sept ans et elle est par conséquent confiée à sa grand-mère Madame Chemineau, vivant rue Saint-Honoré, où elle reçoit une éducation et l'art de la conversation.
Dans le même temps, son père spécule sous le système de Law et s'enrichit par de bons placements lui rapportant 100 000 livres de rentes (ce qui est une petite fortune pour l'époque) et fait construire un hôtel à Paris pour 30 000 livres.  
À ses quatorze ans, sa grand-mère la marie à un officier, lieutenant-colonel dans la milice de Paris, Pierre François Geoffrin, issu comme elle d'une famille bourgeoise, mais qui était à sa différence très riche (haute richesse acquise dans l'industrie et non de son premier mariage comme le racontent certaines chroniques), car directeur et actionnaire de la Manufacture royale de glaces de miroirs du faubourg Saint-Antoine et un des hommes les plus riches de Paris. Elle devient dès lors « Madame Geoffrin ».
La vie bourgeoise de Marie-Thérèse Geoffrin la destine à une existence assez terne, lorsqu’elle caresse le rêve de créer un salon, qui devient une réalité en 1727 quand elle constitue sa première « société » dans l'hôtel que son mari vient de faire construire rue Saint-Honoré. Fortunée, elle put recevoir honorablement, gens de lettres, ministres et ambassadeurs et commença à se faire connaître du petit cercle parisien des puissants et influents.
Elle forma son esprit en côtoyant les personnalités fréquentant le salon de Madame de Tencin où Fontenelle l’avait introduite, et dont elle recueillit les hôtes à la mort de cette dernière en 1749, alors qu’elle avait dépassé sa cinquantième année. Le décès de son mari la même année lui donna une totale liberté pour développer son salon grâce aux revenus de la manufacture des glaces. Nouveauté à l'époque, elle l'ouvre alors aux artistes, hommes d'affaires, à l’aristocratie et aux étrangers en poste ou de passage à Paris.

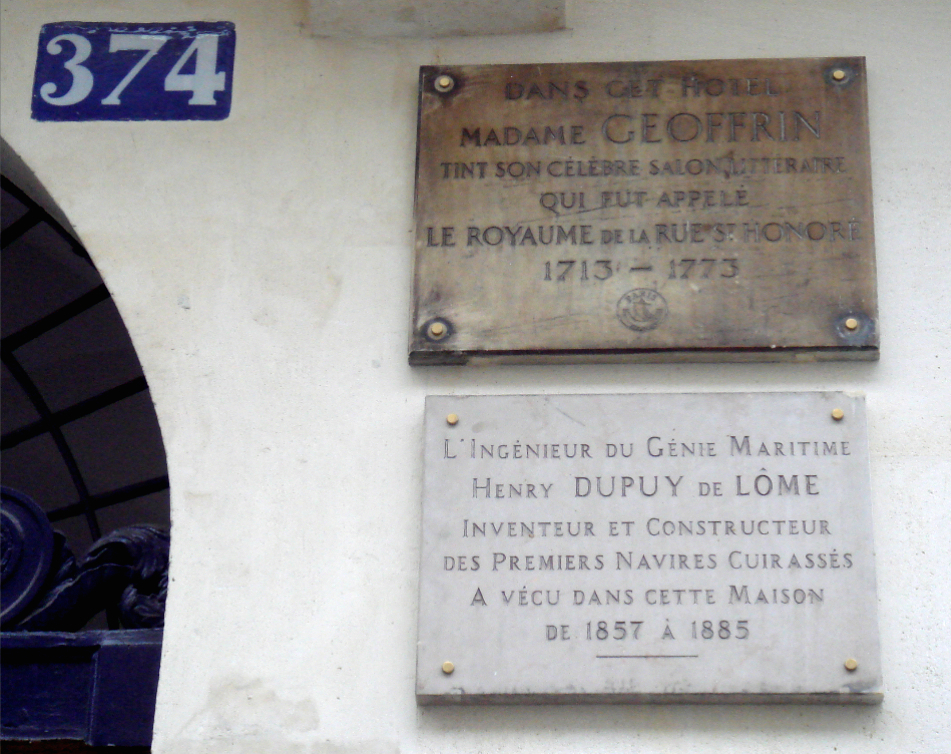
Plaque au no 374 de la rue Saint-Honoré.

De 1749 à 1777, elle a organisé dans son hôtel parisien de la rue Saint-Honoré (no 374, où une plaque lui rend hommage), vis-à-vis les Capucins, un salon bihebdomadaire, offrant à ses hôtes une table abondamment et délicatement servie, recevant des artistes le lundi et les savants, les gens de lettres et philosophes, tel d’Alembert, le mercredi. 

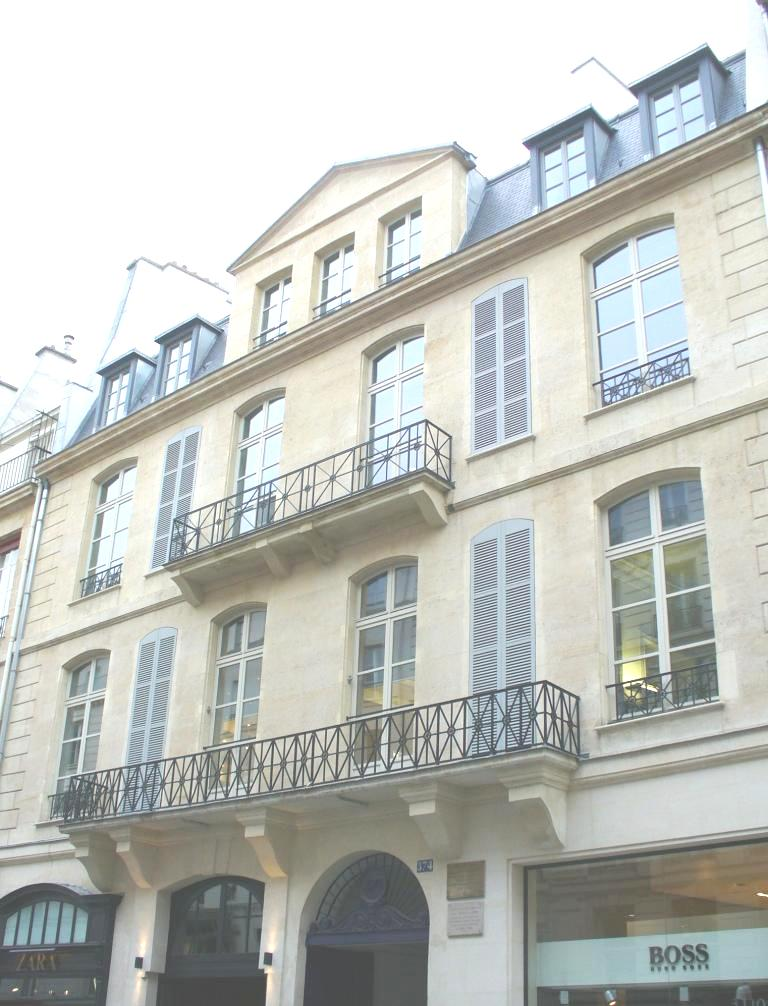
Hôtel de Mme Geoffrin.

Dans cette demeure où elle logeait sa fille, Marie-Thérèse de La Ferté-Imbault (1715-1791), marquise par son mariage, en 1733, avec Philippe Charles d'Estampes, marquis de La Ferté-Imbault, très instruite et préférant les philosophes anciens, snobant sa mère par son titre de noblesse et se battant avec elle à propos de la gestion de la manufacture des glaces,[réf. nécessaire] Marie-Thérèse Geoffrin trouvait le moyen d’offrir l’hospitalité à ceux de ses amis dont elle savait les ressources limitées. Une table médiocre, sa rivale Madame du Deffand n'hésitant pas à placer le bon mot : « Voilà bien du bruit pour une omelette au lard ! ». Point de luxe dans les appartements ; du moins point de ce luxe clinquant et doré, élégant à coup sûr, mais un peu tapageur que Madame de Pompadour avait mis à la mode. De bons meubles, bien simples, des fauteuils confortables – de véritables « commodités de la conversation » – où l’on était à l’aise, de la lumière à flots le soir, la simplicité de ses goûts était extrême, et dans ses toilettes on retrouva jusqu’à la fin de sa vie, cette modestie dans l’air, dans le maintien, dans les manières qui cadrait à merveille avec la sévérité de son intérieur. Il y avait pourtant, au fond de tout cela, de la fierté et quelque désir de gloriole. Si elle ne s’entourait pas du luxe criard au milieu duquel vivaient les fermiers généraux, les gardes du trésor royal dans les hôtels somptueux qu’à grands frais, ils faisaient élever, elle sentait, elle comprenait toutes les jouissances de ce luxe, elle poussait même jusqu’au raffinement les délicatesses de ce sentiment, préférant à tout l’éclat alors à la mode ce qui pouvait flatter son goût pour les arts dont elle était une fervente admiratrice. Si les meubles et les tentures de ses appartements pouvaient paraître simples, les murs étaient couverts de tableaux choisis avec goût parmi les œuvres anciennes, de toiles de peintres de son temps dont elle discernait à merveille le talent et à qui elle faisait des commandes importantes ; les consoles supportaient de belles pièces de cette porcelaine de Meissen, en Saxe, alors si recherchée, que la fabrique de Vincennes récemment transférée à Sèvres sous le patronage de Mme de Pompadour s’efforçait d’égaler pour les surpasser un jour ; et c’est précisément ce goût prononcé pour les arts qui l’avait déterminée à instituer pour les artistes le dîner du lundi.
Jouant pendant un quart de siècle le rôle d’amie des intellectuels de son temps, son influence a été immense, comme l’aide qu’elle a apportée à la germination des idées des Lumières.En correspondance avec le roi Gustave III de Suède, et surtout avec Catherine II de Russie et Stanislas II de Pologne. Femme généreuse, elle a volontiers pris en charge, par exemple, les dettes de jeu de son invité, Stanisław Poniatowski, dont le père, le prince Poniatowski, lui avait confié l’éducation. Des années plus tard, Stanisław a entretenu des relations amicales avec elle et, deux ans après avoir été sacré roi de Pologne, en 1766, il l’a invitée à Varsovie. Lors de son escale à Vienne, elle a été reçue par l’impératrice Marie-Thérèse et Joseph II.
Une attaque d'apoplexie frappe madame Geoffrin le 28 août 1776. A l'approche de la mort de sa mère, sa fille Marie-Thérèse de La Ferté-Imbault entend la « débarrasser une fois pour toutes des philosophes et donner à sa mère les consolations de la religion ». Le 1er septembre, Jean d'Alembert, « venant rendre visite à sa grande amie et protectrice au moment où elle a le plus besoin de lui », trouve face à lui Marie-Thérèse, lui signifiant qu'il n'est pas le bienvenu. Elle prend le temps de le lui confirmer le lendemain, 2 septembre, dans une lettre non exempte de reproches : « vous avez indisposé contre vous depuis des années tous les gens de bien, par votre manière indécente et imprudente. Toutes mes sociétés intimes ne sont composées que de gens de bien et plusieurs pensent que je devais à la religion et à l'édification publique d'entrer chez ma mère depuis qu'elle a reçu ses sacrements... Ma mère a été dix ans de sa première jeunesse dévote comme un ange, et aimant Dieu et sa Religion de la meilleure foi du monde, elle a été encore bien des années à parler de sa dévotion avec amour, et elle m'a souvent dit qu'elle était plus heureuse dans le temps de sa dévotion que depuis qu'elle a eu l'air de l'avoir abandonnée, et je dois à la Religion et à la vérité de vous dire qu'elle a bien plus aimé Dieu qu'elle ne vous a jamais aimé, ni vos semblables ». Plus tard, Marie-Thérèse de La Ferté-Imbault confie à propos de sa mère : « Elle n'a rappelé aucun de ceux que j'avais éloignés ; elle a fait ses Pâques [c'est-à-dire qu'elle s'est confessée et a communié avant la fête chrétienne de Pâques], de manière que son confesseur et son curé soient contents ». Peu avant sa mort, Madame Geoffrin confie : « ma fille est comme Godefroi de Bouillon : elle a voulu protéger mon tombeau contre les infidèles ». Madame Geoffrin meurt le 6 octobre 1777.

## Lesalon de Madame Geoffrin

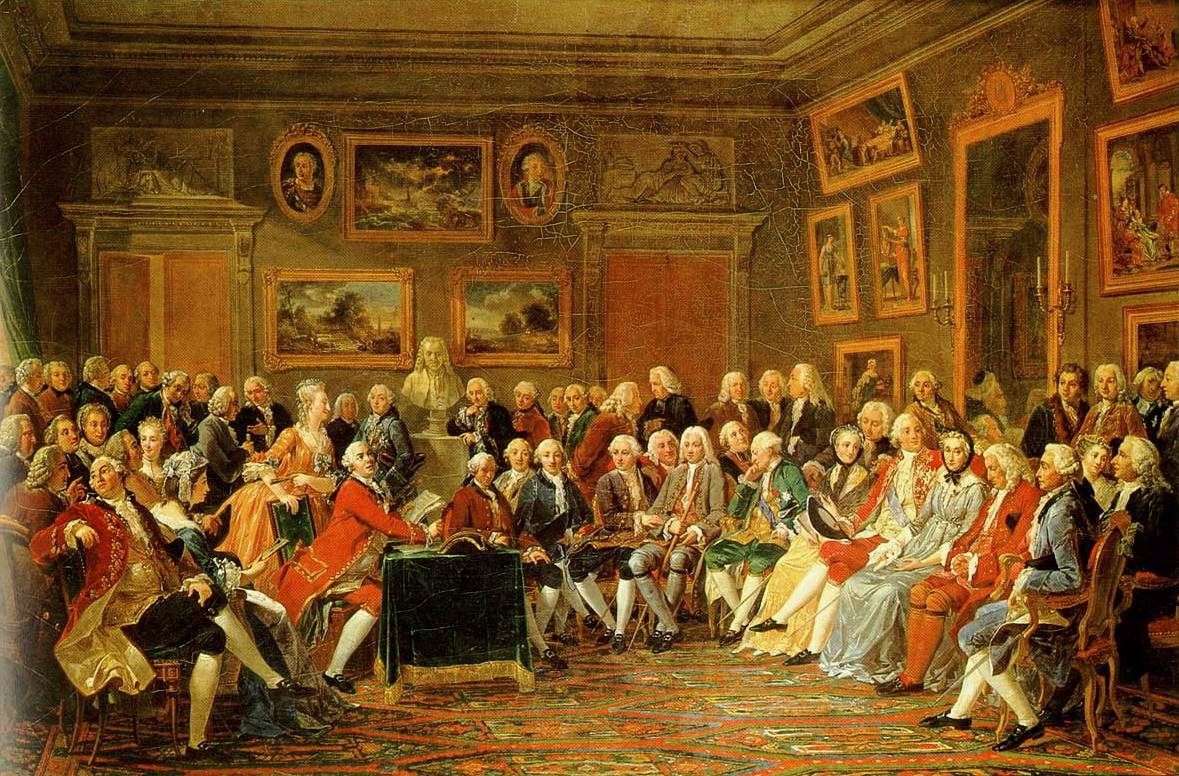
Lecture de la tragédie de L'Orphelin de la Chine de Voltaire dans le salon de Madame Geoffrin.
Anicet Charles Gabriel Lemonnier, 1812, château de Malmaison.

L’analyse du tableau de Lemonnier représentant le salon de Marie-Thérèse Geoffrin permet de découvrir philosophes, artistes et savants du siècle des Lumières. Ce tableau est commandé en 1812 par Joséphine de Beauharnais pour orner le château de La Malmaison, c'est un faux historique puisque le peintre imagine la réunion de toutes les célébrités qui auraient pu fréquenter le salon.
Une des particularités de cette peinture est d’être accompagnée d’une planche explicative qui reprend en silhouette les personnages figurant sur le tableau et qui, par un système très simple de renvois numérotés, précise l’identité de chacun.
On peut reconnaître Marie-Thérèse Geoffrin, sur le tableau à droite au premier rang, et Julie de Lespinasse, à gauche, qu'elle aidera à ouvrir son propre salon après l'avoir ravie à sa rivale Madame du Deffand. Au fond, le buste de Voltaire semble régner sur l’assistance ; à sa gauche, le ministre Choiseul. On voit également d'Alembert derrière le bureau, Fontenelle, Montesquieu, Diderot et Marmontel tandis que l’acteur Lekain lit la pièce L’Orphelin de la Chine de Voltaire, alors en exil.

## Postérité
Elle est célèbre pour avoir subventionné une partie de la publication de l’Encyclopédie de Diderot et d’Alembert. Fontenelle témoigna de la manière la plus éclatante la réelle affection qu’il éprouvait pour Mme Geoffrin en l’instituant l’exécutrice de ses volontés testamentaires.
Une des statues réalisée par Jules Franceschi décorant l’hôtel de ville de Paris est à l’effigie de Mme Geoffrin (coin en bas à droite, façade regardant la Seine).
Son portrait par Nattier en 1738 provenant de sa collection et de ses héritiers, maintenant conservé au musée d'Art Fuji de Tokyo, a figuré à la vente de "26 chefs-d'oeuvre de la peinture française du XVIIIe siècle" (collection Polo) à Paris le 30/05/1988 (reprod. coul. p. 37 du catalogue): la notice mentionne l'existence de notes autographes de sa main relatives à ce tableau (archives d'Estampes), et d'une copie de format ovale de dimensions inférieures au Musée national de Varsovie.

## Correspondance

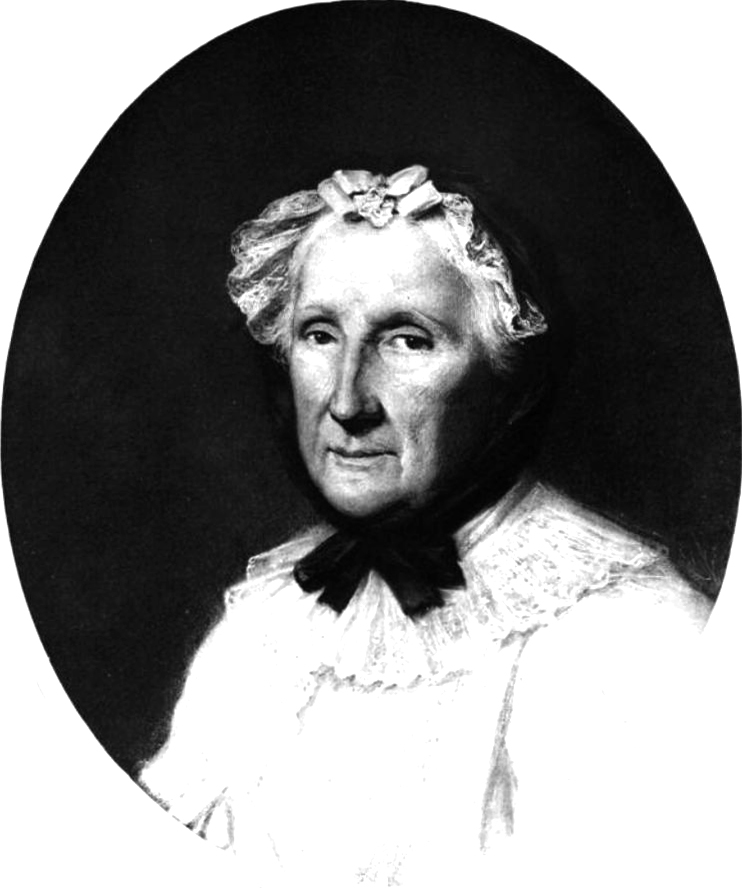
Madame Geoffrin âgée.

- Pierre-René Auguis, Les Révélations indiscrètes du XVIIIe siècle par le cardinal de Bernis, Bossuet, Cabanis, Cérutti, Champcenetz, la marquise du Châtelet, Chénier, Diderot, Duclos, Franklin, M. Garat, Mme Geoffrin, Hérault de Séchelles, le R. P. Lachaise, Laharpe, M. Mercier, J.-J. Rousseau, Saint-Martin (l’Illuminé), Thomas, Voltaire, Washington (1814)
- Charles de Biencourt, Lettre autographe de Mme Geoffrin (1876)
- André Morellet, Éloges de Madame Geoffrin, contemporaine de Mme Du Deffand, par MM. Morellet, Thomas et d’Alembert, suivis de lettres de Mme Geoffrin et à Mme Geoffrin, et d’un Essai sur la conversation, etc. (1812) Texte en ligne
- Charles de Moüy, Correspondance inédite du roi Stanislas-Auguste Poniatowski et de Mme Geoffrin (1764-1777), précédée d’une étude sur Stanislas-Auguste et Mme Geoffrin et accompagnée de nombreuses notes (1875)
- Albert Tornezy, Un Bureau d’esprit au XVIIIe siècle. Le Salon de Madame Geoffrin, Paris, Lecène, Oudin et Cie, 1895.